# Ångeltjärnarna (Undersåkers socken, Jämtland, 700150-135727)
Ångeltjärnarna är en sjö i Åre kommun i Jämtland och ingår i Indalsälvens huvudavrinningsområde. Sjön har en area på 0,0505 kvadratkilometer och ligger 635,8 meter över havet. Ångeltjärnarna ligger i Vålådalen Natura 2000-område.

## Delavrinningsområde
Ångeltjärnarna ingår i det delavrinningsområde (700083-135792) som SMHI kallar för Mynnar i 700281-135729. Medelhöjden är 664 meter över havet och ytan är 0,7 kvadratkilometer. Det finns inga avrinningsområden uppströms utan avrinningsområdet är högsta punkten. Vattendraget som avvattnar avrinningsområdet har biflödesordning 6, vilket innebär att vattnet flödar genom totalt 6 vattendrag innan det når havet efter 337 kilometer. Avrinningsområdet består mestadels av skog (93 procent). Avrinningsområdet har 0,05 kvadratkilometer vattenytor vilket ger det en sjöprocent på 7,5 procent.